# Bégadan
Bégadan é uma comuna francesa na região administrativa da Nova Aquitânia, no departamento da Gironda. Estende-se por uma área de 22,27 km². Em 2010 a comuna tinha 920 habitantes (densidade: 41,3 hab./km²).